# هزان
الهُزَّان نوع من أنواع الطيور الاستوائية التي تعيش في المستنقعات والغابات النهرية والمنجروف في الأمازون ودلتا أورينوكو في أمريكا الجنوبية. وهي تتميز بأن صغارها تمتلك مخالب في اثنين من أصابعها الموجودة في أجنحتها.
وهذا النوع هو العضو الوحيد في جنسه (Opisthocomus الذي يعني باليونانية القديمة خلفي القنزعة والذي يعد بدوره الجنس الموجود في فصيلة خلفيات القنزعة. ولقد أثير الكثير من الجدل حول الوضع التصنيفي لهذه العائلة، ولم يتم التوصل إلى حل لهذا الجدل حتى الآن.

## الوصف

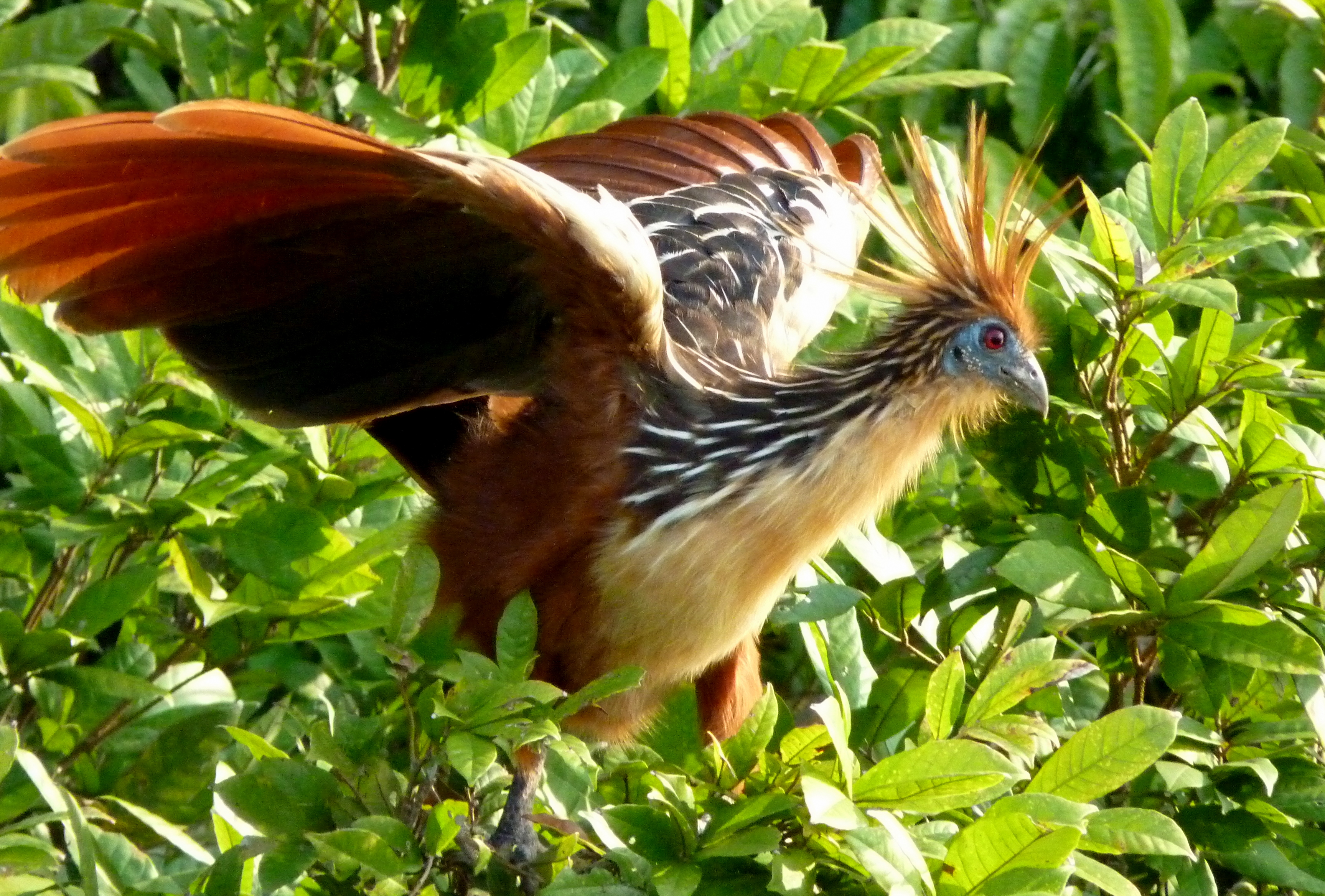
طائر هزان بجوار بحيرة سندوفال (Sandoval)، في بيرو

طائر الهزان بحجم طائر الذيال، حيث يصل طوله الإجمالي إلى 65 سنتيمترs (26 إنش)، وهو يتميز بالرقبة الطويلة والرأس الصغير. ووجهه أزرق خالٍ من الشعر في حين أن عينيه عنابية اللون، ويعلو رأسه عرف ناتئ وضارب للحمرة. وطرف الذيل الطويل والبني بلون السخام عريض وبرتقالي اللون. والأجزاء السفلية داكنة اللون، ولونها بني بلون السخام وطرفها بني في الأجزاء المخفية من الجناح، كما أنه مخطط باللون البرتقالي في مؤخرة العنق. والأجزاء السفلية لونها برتقالي، في حين أن المنطقة الموجودة تحت الذيل والريش الرئيسي والأماكن المخفية تحت الجناح والأجنحة لونها كستنائي ضارب للحمرة، إلا أنه لا يمكن رؤية ذلك إلا عندما يفتح الطائر جناحيه. والاسم البديل "stinkbird" مشتق من الرائحة التي تشبه رائحة الروث لهذا الطائر، والناجمة عن جهازه الغذائي.[بحاجة لمصدر]
ويعيش طائر هزان على الأعشاب، حيث يعيش على الأوراق والفواكه، ولديه جهاز هضمي غير عادي به طائر ضخمة تستخدم من أجل تخمير الخضروات، بطريقة تشبه إلى حد كبير الجهاز الهضمي في الحيوانات المجترة من الثدييات.
وهذا النوع يصدر ضوضاء، حيث يصدر مجموعة من النداءات الغليظة، بما في ذلك الآهات والنعيق والفحيح والهمهمات. وغالبًا ما تقترن أصوات النداءات هذه بحركات الجسم، مثل فرد الجناحين. وتستخدم أصوات النداءات تلك من أجل الحفاظ على التواصل بين الأفراد في المجموعات وللتحذير من التهديدات والدخلاء، كما تستخدمها الصغار لطلب الطعام.[بحاجة لمصدر]

## وصلات خارجية
- Cornell Lab of Ornithology: Mystery Birds: Hoatzin Adults and Young. Retrieved 2008-JUN-16.
- Hoatzin videos, photos & sounds on the Internet Bird Collection.